# Dallas Mavericks
O Dallas Mavericks (também conhecido como Mavs) é uma franquia de basquete da National Basketball Association (NBA) localizado em Dallas, Texas, onde divide a arena American Airlines Center com a equipe de hóquei no gelo Dallas Stars, da National Hockey League (NHL). A franquia foi fundada em 1980, e ganhou o seu primeiro título da NBA na Temporada 2010-2011, cinco anos depois de ser vice-campeão (ambas as finais sendo contra o Miami Heat).
O maior jogador da sua história é o alemão Dirk Nowitzki. 
O time é a nona franquia mais valiosa da NBA, com um valor estimado em 2.45 bilhões de dólares de acordo com a Forbes.

## História

### 1978–1981: Nascimento dos Mavericks
Em 1979, os empresários Don Carter  e Norm Sonju pediram os direitos de uma franquia da NBA em Dallas, Texas. O último time de basquete da cidade tinha sido o Dallas Chaparrals da American Basketball Association, que em 1973 foi para San Antonio para ser rebatizado San Antonio Spurs. No All-Star Game de 1980, a associação aprovou a entrada do time, que seria batizado Mavericks como citação à série de faroeste Mavericks (cujo astro, James Garner, era um dos sócios do time). O time se instalou na Divisão Meio-oeste da Conferência Oeste, onde ficaria até 2004, para ser relocado na atual Divisão Sudoeste.
Durante a maior parte dos anos 80, os Mavericks foram um time competitivo, com os atletas Mark Aguirre, Brad Davis (que se juntou no time em sua criação e é um dos números aposentados), Rolando Blackman, Derek Harper, Sam Perkins e Detlef Schrempf. O time chegou aos playoffs seis vezes entre 1983 e 1990, vencendo a Divisão em 1986-87 e chegando às finais do Oeste em 1987–88, mas sendo eliminado em três das ocasiões pelo Los Angeles Lakers de Magic Johnson e Kareem Abdul-Jabbar.

### 1990-1998: Anos da reconstrução
Nos anos 90, o time caiu em decadência, chegando aos resultados negativos de 11-71 em 1992–93 e 13-69 em 1993–94. Problemas incluíam o abuso de drogas de Roy Tarpley e conflitos com o técnico Quinn Buckner. Mas entre 1994 e 1997, o time revelou três jogadores de talento, Jamal Mashburn, Jim Jackson, e Jason Kidd, que seria eleito novato do ano.

### 1998–2018: A Era de Dirk Nowitzki
Nos anos 2000, após serem comprados pelo bilionário Mark Cuban, os Mavericks voltaram a se tornar uma força, inicialmente liderados pelo trio Dirk Nowitzki, Michael Finley e Steve Nash. Voltaram aos playoffs em 2001, e chegaram às finais da conferência em 2003 (em ambas as ocasiões perdendo para o San Antonio Spurs). O trio foi se desfazendo com a ida de Nash para o Phoenix Suns e a de Finley para o Spurs, mas Nowitzki se tornou líder do time, vencendo o Oeste em 2006 para chegar em sua primeira final da NBA. Porém mesmo vencendo os dois primeiros jogos contra o Miami Heat, o time da Flórida venceu os 4 seguintes e levou a série.
Na temporada seguinte, os Mavs conseguiram seu melhor resultado na história (67 vitórias) e da temporada, com Nowitzki sendo eleito melhor jogador do torneio. Porém nos playoffs caíram para o 8o melhor do Oeste, o Golden State Warriors. Em 2008, Kidd voltou para o time, e o novo técnico Rick Carlisle lideraria o time em campanhas vitoriosas.

#### 2010-2011: Ano do Campeonato
Em 2010, os Mavericks ainda tinham Nowitzki, Kidd e Jason Terry, assim como um bom banco com Shawn Marion, Tyson Chandler, J.J. Barea e Caron Butler. Esse time retornou às finais da NBA após vencer 57 jogos na temporada regular, e eliminar o Portland Trail Blazers (4-2), os então campeões Los Angeles Lakers (4-0) e o Oklahoma City Thunder (4-1) na Conferência Oeste. O adversário novamente era o Miami Heat. Apesar de perder o primeiro jogo da série, o Mavericks venceu por 4-2 e ganhou seu primeiro título após 31 anos, com Nowitzki sendo eleito melhor jogador das finais.

### 2018–2025: A Era de Luka Dončić
No draft de 2018 da NBA, Dallas trocou por Luka Dončić, que foi escolhido em terceiro lugar geral pelo Atlanta Hawks. [39] Dallas trocou sua escolha da primeira rodada de 2018, que foi a 5ª escolha geral e sua escolha da primeira rodada de 2019, que foi a 10ª escolha geral. As duas escolhas resultaram em Trae Young e Cam Reddish, respectivamente. O técnico Rick Carlisle descreveu Dončić como "um cara que pensamos ser a peça fundamental da franquia". [41] Em 6 de julho de 2018, o centro de longa data do Los Angeles Clippers DeAndre Jordan (que estava com os Clippers desde 2008), assinou um contrato de um ano. O Mavericks terminou a temporada com um recorde de 33-49 e novamente perdeu os playoffs, apesar de Dončić ter vencido como calouro do ano. Nowitzki anunciou sua aposentadoria no final da temporada; sua 21ª temporada com o Mavericks foi a mais longa que qualquer jogador da NBA passou com uma única franquia.

#### 2019-2025: retorno à disputa do playoff e ascensão meteórica de Dončić
Em 31 de janeiro de 2019, o Mavericks enviou Dennis Smith Jr., DeAndre Jordan, Wesley Matthews e duas escolhas futuras do primeiro turno para o New York Knicks em troca de Kristaps Porziņģis, Tim Hardaway Jr., Courtney Lee e Trey Burke.
Após a suspensão da temporada da NBA 2019-20, o Mavericks foi uma das 22 equipes convidadas para o NBA Bubble para participar dos oito jogos finais da temporada regular, e retomou o jogo em 31 de julho com uma derrota por 153-149 contra o Houston Rockets. [49] Em 2 de agosto, depois que o Memphis Grizzlies perdeu contra o San Antonio Spurs, o Mavericks conquistou uma vaga nos Playoffs da NBA de 2020 não pior do que o 7º seed, marcando sua primeira viagem aos playoffs desde 2016.

### 2021 Reformulação da Diretoria
No dia 16 de junho de 2021, os Mavericks anunciaram acordo mútuo de desligamento do Donnie Nelson. Ele esteve no cargo de general manager do time por 24 anos. Após saída de Donnie Nelson, Rick Carlisle se despediu dos Mavericks depois de 13 anos sendo o técnico principal.
Após uma semana de especulações, acertaram contrato de 4 anos com Jason Kidd para o cargo de técnico principal, e os Mavericks confirmaram a contratação de Nico Harrison, executivo da Nike, como o novo general manager da equipe.

### 2018-2025 Fim da Era Luka Dončić
Após a temporada de 2022–23, que culminou em uma eliminação precoce nos playoffs, o Dallas Mavericks passou por uma reformulação significativa. A equipe adquiriu o armador Kyrie Irving, formando uma nova dupla dinâmica com Luka Dončić. Na temporada seguinte, Dončić teve uma performance impressionante, liderando a liga em pontos por jogo e sendo nomeado para o All-NBA First Team pela quinta vez consecutiva. Ele também guiou os Mavericks até as finais da Conferência Oeste, onde derrotaram os Minnesota Timberwolves em cinco jogos, avançando para as finais da NBA contra o Boston Celtics. Apesar de sua destacada atuação, os Mavericks foram derrotados nas finais, encerrando a temporada com um recorde de 53 vitórias e 29 derrotas.
Na temporada de 2024–25, Dončić enfrentou desafios com lesões, incluindo uma distensão na panturrilha que o afastou de boa parte dos jogos. Mesmo assim, ele manteve médias impressionantes de pontos, assistências e rebotes. No entanto, questões internas relacionadas à sua condição física e possíveis complicações contratuais começaram a surgir.
Em 1º de fevereiro de 2025, o Dallas Mavericks surpreendeu a liga ao negociar Dončić com o Los Angeles Lakers em uma troca de três equipes que envolveu Anthony Davis, Max Christie e uma escolha de primeira rodada de 2029. A decisão gerou controvérsia, com muitos questionando a saída de um jogador tão talentoso e popular. Dončić expressou surpresa com a troca, afirmando que "não acreditava que era real" ao ser informado sobre a negociação. Ele se juntou ao Lakers, onde formou uma nova parceria com LeBron James, buscando novos desafios e oportunidades na Conferência Oeste.

### 2025-Presente O começo da Era Cooper Flagg
Após a saída de Luka Dončić, o Dallas Mavericks iniciou um processo de reconstrução focado em sua jovem promessa Cooper Flagg, selecionado como a primeira escolha geral no Draft de 2025. Flagg, vindo da Universidade de Duke, rapidamente mostrou seu potencial como um talento geracional, destacando-se por sua versatilidade ofensiva e defesa aguerrida.
Na temporada de estreia, Flagg assumiu um papel de liderança na equipe, combinando habilidades de pontuação, rebotes e assistências, além de sua capacidade de influenciar o jogo em ambos os lados da quadra. Sob a orientação do técnico Jason Kidd, os Mavericks adotaram uma filosofia de jogo centrada em seu jovem ala, buscando desenvolver sua habilidade de comando e preparo para os desafios da NBA.
A expectativa da franquia é que Cooper Flagg se torne o rosto da equipe nas próximas décadas, conduzindo os Mavericks a uma nova era de sucesso e competitividade no cenário da NBA.

## Títulos
|                   | Títulos | Anos                          |
| ----------------- | ------- | ----------------------------- |
| Campeonatos       | 1       | 2011                          |
| Conferência Oeste | 3       | 2006, 2011 e 2024             |
| Divisão Sudoeste  | 5       | 1987, 2007, 2010, 2021 e 2024 |

## Jogadores

### Hall da Fama do basquete
| Jogadores   | Jogadores      | Jogadores | Jogadores            | Jogadores  | Jogadores |
| No.         | Nome           | Posição   | Temporadas           | Introdução |           |
| ----------- | -------------- | --------- | -------------------- | ---------- | --------- |
| 2           | Alex English   | F         | 1990-1991            | 1997       |           |
| 4           | Adrian Dantley | F         | 1989–1990            | 2008       |           |
| 2 e 5       | Jason Kidd     | G         | 1994-1997, 2007-2012 | 2018       |           |
| 13          | Steve Nash     | G         | 1998-2004            | 2018       |           |
| 70          | Dennis Rodman  | F         | 1999-2000            | 2011       |           |
| Treinadores |                |           |                      |            |           |
| Nome        | Nome           | Posição   | Temporadas           | Introdução |           |
| Don Nelson  | Don Nelson     | Treinador | 1997–2005            | 2012       |           |

### Números aposentados
Após a morte do armador Kobe Bryant dos Los Angeles Lakers em 26 de Janeiro de 2020, o dono Mark Cuban anunciou que o time não iria mais usar a camisa 24 em honra ao jogador.
| No. | Jogador          | Posição | Temporadas           | Data                   |
| --- | ---------------- | ------- | -------------------- | ---------------------- |
| 12  | Derek Harper     | G       | 1983–1994, 1996–1997 | 7 de Janeiro de 2018   |
| 15  | Brad Davis       | G       | 1980–1992            | 14 de Novembro de 1992 |
| 22  | Rolando Blackman | G       | 1981–1992            | 11 de Março de 2000    |
| 41  | Dirk Nowitzki    | PF      | 1998–2019            | 05 de Janeiro de 2022  |

### Prêmios individuais
Prêmio de Jogador Mais Valioso da NBA
- Dirk Nowitzki – 2007

Jogador Mais Valioso das Finais da NBA
- Dirk Nowitzki – 2011

Prêmio da National Basketball Association de Revelação do Ano
- Jason Kidd – 1995
- Luka Dončić – 2019

Prêmio Treinador do Ano da NBA
- Avery Johnson – 2006

Prêmio do Sexto Homem do Ano da NBA
- Roy Tarpley – 1988
- Antawn Jamison – 2004
- Jason Terry – 2009

Prêmio da NBA de Lealdade
- Jason Kidd − 2012

Prêmio Companheiro do Ano Twyman–Stokes
- Dirk Nowitzki – 2017

Prêmio Cidadania J. Walter Kennedy
- J. J. Barea − 2018

Primeiro Time da NBA
- Dirk Nowitzki – 2005, 2006, 2007, 2009
- Luka Dončić – 2020, 2021

Segundo Time da NBA
- Dirk Nowitzki – 2002, 2003, 2008, 2010, 2011

Terceiro Time da NBA
- Dirk Nowitzki – 2001, 2004, 2012
- Steve Nash – 2002, 2003

Segundo Time Defensivo da NBA
- Derek Harper – 1987, 1990
- Tyson Chandler – 2011

Primeiro Time de Novatos da NBA
- Jay Vincent – 1982
- Sam Perkins – 1984
- Roy Tarpley – 1987
- Jamal Mashburn – 1994
- Jason Kidd – 1995
- Luka Dončić – 2019

Segundo Time de Novatos da NBA
- Josh Howard – 2004
- Marquis Daniels – 2004
- Yogi Ferrell – 2017
- Dennis Smith Jr. – 2018

Vencedor do Torneio dos Três Pontos NBA All-Stars
- Dirk Nowitzki – 2006

Prêmio ESPY Melhor Jogador da NBA
- Dirk Nowitzki − 2011